# Francobollo autoadesivo
Il francobollo autoadesivo è un moderno ritrovato della stampa, realizzato ponendo uno strato di colla al retro, protetta da una pellicola. Al momento dell'utilizzo, basta togliere la pellicola e il francobollo è pronto ad essere attaccato alla busta o alla cartolina. Questa tecnologia è stata impiegata per la prima volta in Sierra Leone nel 1964 e in seguito nelle Isole Tonga per facilitare l'utilizzo di francobolli in condizioni di umidità molto particolari. Poi è divenuta una tecnica utilizzata frequentemente in tutti gli stati.
Raccolti spesso in libretti, vengono venduti ormai massivamente in tutti gli stati del mondo, ai tabaccai e rivenditori, presso le catene dei supermercati, edicole e altri negozi.
Ecco di seguito riportate le emissioni d'Italia e di altri stati del mondo di francobolli autoadesivi.

## Francobolli autoadesivi in Italia
In ordine di emissione (ordinari fino al 2011)
- 1992 - Giornata della filatelia - 750 Lire "Hobby senza età" - Libretto di 5 esemplari (varietà: stampato anche in seconda tiratura con dentellatura 14 è raro).
- 1998 - Esposizione mondiale di filatelia "Italia '98" - 800 Lire "Giornata dell'Europa" - Libretto di 6 valori (noto anche con la varietà occasionale "TRINCAA" anziché "TRINCA", nome dell'incisore, sul margine inferiore).
- 1999 - Posta Prioritaria - 1200 Lire oro, nero e grigio - In fogli di 28 esemplari con 28 vignette con la scritta "Posta Prioritaria". Stampato anche in libretto di 4 con le etichette, e libretto di 8 senza le etichette.
- 2000 - Posta prioritaria - 1200 Lire 0,62 € avorio, oro, nero e grigio - In fogli di 28+28 etichette.
- 2001 - Posta prioritaria - 1200 Lire 0,62 € avorio, oro, nero e grigio, con la scritta "I.P.Z.S. - Roma - 2001" - In fogli di 28+28 etichette, emesso anche in libretto di 4.
- 2002 - Posta Prioritaria - Serie di 6 valori (0,62 €, 0,77 €, 1 €, 1,24 €, 1,86 €, 4,13 €) - Con scritta sul margine inferiore "I.P.Z.S. - Roma - 2002". Il francobollo da 0,62 € è stato stampato anche in libretti di 4 esemplari.
- 2003 - Posta Prioritaria - Serie di 6 valori (0,62 €, 0,77 €, 1 €, 1,24 €, 1,86 €, 4,13 €) - Con scritta in sul margine inferiore "I.P.Z.S. S.p.A. - Roma - 2003".

Libretto del 1998 "Giornata dell'Europa" contenente 6 francobolli autoadesivi.
Libretto dei francobolli autoadesivi prioritari del 2002.
Francobollo autoadesivo prioritario da 0,62 €.
Serie di francobolli autoadesivi prioritari del 2003.

- 2004 - Posta Prioritaria 0,60 € - Con scritta sul margine inferiore "I.P.Z.S. S.p.A. - Roma - 2004". Stampato in due versioni, con l'etichetta dentellata o non dentellata. È noto non dentellato.
- 2004 - Posta Prioritaria 1,40 € - Con scritta sul margine inferiore "I.P.Z.S. S.p.A. - Roma - 2004". Stampato in due versioni, con l'etichetta dentellata o non dentellata. È noto non dentellato.
- 2004 - Posta Prioritaria 0,80 € e 1,50 € - Con scritta sul margine inferiore "I.P.Z.S. S.p.A. - Roma - 2004". Il valore da 0,80 € è stato stampato in due versioni, con l'etichetta dentellata o non dentellata. È noto non dentellato.
- 2004 - Posta Prioritaria 2,00 € - Con scritta sul margine inferiore "I.P.Z.S. S.p.A. - Roma - 2004". È noto non dentellato.
- 2004 - Posta Prioritaria 2,20 € - Con scritta sul margine inferiore "I.P.Z.S. S.p.A. - Roma - 2004". È noto non dentellato.
- 2004 - Francobollo in tessuto "L'arte del merletto" - 2,80 € "Roselline ricamate" - Stampato in fogli di 15 esemplari.
- 2004 - Posta Prioritaria 1,00 € - Con scritta sul margine inferiore "I.P.Z.S. S.p.A. - Roma - 2004". È noto non dentellato.
- 2005 - Posta Prioritaria - Serie di 4 valori (0,60 €, 0,62 €, 0,80 €, 1,40 € e 1,50 €) - Con scritta sul margine inferiore "I.P.Z.S. S.p.A. - Roma - 2005".
- 2006/2008 - Posta Prioritaria - Serie di 3 valori (0,60 €, 0,80 € e 1,40 €) senza l'anno sul margine inferiore, fogli da 50 esemplari senza le etichette.
- 7 luglio 2009 - Nuova serie ordinaria - Logo delle Poste - 0,60 €, 1,40 €, 1,50 € e 2,00 € - fustellati, con microscrittura di sicurezza (nel 2010 emissione dei francobolli complementari da 0,05, 0,10 e 0,20 in formato ridotto)
- 25 ottobre 2009 - Festival Internazionale della Filatelia "Italia 2009" - Giornata dell'Europa - Libretto di 6 valori da 0,65 € l'uno con 6 diverse raffigurazioni (Pont du Gard, Francia - Vallo di Adriano, Gran Bretagna - Odeon di Patrasso, Grecia - Porta Nigra di Treviri, Germania - Acquedotto di Segovia, Spagna - Simbolo "10 anni di euro"). Il libretto contiene disegni e didascalie dei temi raffigurati.
- 28 giugno 2011 - Emissione complementare della serie ordinaria - Valore da 0,75 €

In più:
- 2001 - "Francobusta" - 5000 Lire 2,58 € "Omaggio all'industria serica italiana" - In pura seta. Sono note molte varietà.

### Francobolli autoadesivi della Città del Vaticano
- 2000 - 15ª Giornata Mondiale della Gioventù - 1000 Lire policromo con Giovanni Paolo II - Libretto di 4 esemplari.
- 2003 - XXV Anniversario del Pontificato di Giovanni Paolo II - 2,58 € in Argento 925 % - Emissione congiunta con la Polonia (10 Złoty).

## Francobolli autoadesivi di alcuni stati europei

### Germania
I francobolli tedeschi commemorativi tradizionalmente vengono stampati prima in fogli e poi riemessi in libretti su supporto autoadesivo. Qui sono citate esclusivamente le ristampe su supporto autoadesivo.
- 1991 - Monumenti celebri - Serie ordinaria, stampata su supporto autoadesivo - Serie di 4 valori (10p., 60p., 80p. e 100p.) - due serie in ogni libretto.
- 2001 - Curiosità - Serie ordinaria - Serie di 3 valori, in doppia valuta (10p. (0,05€), 100p. (0,51€) e 110p. (0,56€)) dentellati su 4 lati, o non dentellati da un lato - Stampati in libretti.
- 2001 - Animali in via d'estinzione - Serie di 2 valori da 110p. (0,56€) - Riemessi in libretti di 5 serie.
- 2001 - Bellezze naturali - 110p. (0,56€) - Riemesso in libretti di 20 esemplari.
- 2002 - Entrata in circolazione dell'Euro - 56c. Simbolo dell'Euro - Ristampato su carta autoadesiva.
- 2002 - Millenario della città di Bautzen - 56c. Veduta - Ristampato su carta autoadesiva.
- 2002 - 250º Anniversario della nascita di J. H. Voss - Valore da 300p. (1,53€) - Ristampato su carta autoadesiva.
- 2002 - Europa - Il Circo - 56c. Clown - Ristampato su carta autoadesiva - Emesso in striscia e rotoli.
- 2002 - UNESCO - Cultura e natura - 56c. Giardini reali - Ristampato su carta autoadesiva - Emesso in libretti di 20 esemplari.
- 2002 - Curiosità - Serie Ordinaria - Serie di 2 valori (45c. e 55c.), non dentellati in alto o in basso, contenuti in un libretto. Il valore da 55c. è stato stampato anche in rotoli.
- 2003 - La Posta - 55c. Rose - Francobollo ristampato su carta autoadesiva, in libretti di 10 esemplari.
- 2003 - UNESCO - Cultura e natura - 55c. Duomo di Colonia - Francobollo ristampato su carta autoadesiva, in rotoli. I rotoli sono stati venduti anche in apposite scatoline distributrici di cartone, raffiguranti il francobollo.

Francobollo autoadesivo del Duomo di Colonia.

- 2003 - Centenario del ponte di collegamento tra Laufen e Oberndorf - Emissione congiunta con l'Austria - Stampato anche su carta autoadesiva, in libretto di 20 esemplari.
- 2003 - Curiosità - Alto valore - 1,44 € Casa di Beethoven - Francobollo ristampato su carta autoadesiva, in rotoli.
- 2004 - Immagini di città tedesche - 45c. Mercato di Monaco - Francobollo ristampato su carta autoadesiva, in libretto di 10 esemplari.
- 2004 - Cinquantenario del Consiglio Musicale Tedesco - 144c. Francobollo ristampato su carta autoadesiva, in libretto di 10 esemplari.
- 2004 - I fari - 55c. Roter Sand - Francobollo ristampato su carta autoadesiva, emesso in fogli e in rotoli.
- 2004 - La Posta - 55c. "Per te" Camelia - Francobollo ristampato su carta autoadesiva, in libretti di 10 esemplari, in coppia con la Rosa (vedi 2003).
- 2004 - 75º anniversario del premio "Nastro blu" al transatlantico Bremen - 55c. Nave e New York - Francobollo ristampato su carta autoadesiva, emesso in libretto di 20 esemplari.
- 2005 - Centenario del Duomo di Berlino - 95c. Facciata - Francobollo ristampato su carta autoadesiva, in libretti di 10 esemplari.
- 2005 - Bicentenario della nascita dello scrittore H.C. Andersen - 144c. composizione simbolica - Francobollo ristampato su carta autoadesiva, emesso in fogli e rotoli.
- 2005 - Serie ordinaria - Fiori - 55c. Papavero - Francobollo ristampato su carta autoadesiva, in fogli e rotoli.
- 2005 - I Fari - 45c. Greifswalder e 45c. Brunsbütter Mole - Francobolli ristampati su carta autoadesiva, in libretto di 5 coppie.
- 2005 - Castelli e giardini prussiani - 220c. Parco Sans-Souci - Francobollo ristampato su carta autoadesiva, in libretto da 10 esemplari.
- 2005 - Beneficenza - Farfalle - 55c.+25c. Inachis Io - Francobollo ristampato su carta autoadesiva, in libretto di 10 esemplari. Francobollo di beneficenza autoadesivo.

Francobollo di beneficenza autoadesivo.

- 2006 - Serie ordinaria - Fiori - 25c. Malva, 35c. Dhalia e 90c. Narciso - Francobolli ristampati su carta autoadesiva, in rotoli (25c. e 35c.) e in libretto di 10 esemplari (90c.).
- 2006 - 650º anniversario della "Bolla d'oro" - 144c. policromo - Francobollo ristampato su carta autoadesiva, in libretti di 10 esemplari.
- 2006 - UNESCO - Cultura e natura - 55c. Oberes Mittelrheintal - Francobollo ristampato su carta autoadesiva, in libretto di 10 esemplari.
- 2006 - Bicentenario della nascita di J.A. Röbling - 145c. Ponte di Brooklyn - Francobollo ristampato su carta autoadesiva, in fogli e in rotoli.
- 2006 - 225º anniversario della nascita di Karl Friedrich Schinkel - 55c. Disegno dell'Altes Museum - Francobollo ristampato su carta autoadesiva, in strisce e rotoli.
- 2006 - Beneficenza - Treni - 55+25c. InteCityExpress ET 403 - Francobollo ristampato su carta autoadesiva, in strisce e rotoli.
- 2006 - Le 4 Stagioni - Serie di 4 valori da 55c. - Emessi in libretto autoadesivo di 5 coppie.
- 2007 - Millenario della città di Fürth - 45c. Grüner Markt - Francobollo ristampato su carta autoadesiva, in libretto di 10 esemplari.
- 2007 - Cinquantenario del Land della Saar - 55c. Stemma e luoghi - Francobollo ristampato su carta autoadesiva, in libretto di 10 esemplari.
- 2007 - Castello di Bellevue di Berlino, residenza del presidente della Germania - 55c. Facciata del castello - Francobollo ristampato su carta autoadesiva, emesso in fogli e rotoli.
- 2007 - 175º anniversario della festa di Hambarch - 145c. policromo - Francobollo ristampato su carta autoadesiva, in libretto di 10 esemplari.
- 2007 - Beneficenza - Cavalli - Esemplare da 55+25c. - Francobollo ristampato su carta autoadesiva, in strisce e rotoli.

### Gran Bretagna
La Gran Bretagna ha emesso a partire dal 1993 molti francobolli ordinari e commemorativi autoadesivi (self-adesive), anche in libretto. Molto ricercati sono i commemorativi dall'anno 2000 in poi che sono stati emessi in speciali libretti "Prestige", a tiratura limitata.

### Irlanda
L'Irlanda è una nazione che ha prodotto un gran numero di francobolli autoadesivi, sperimentando anche nuove tecniche.
I francobolli autoadesivi irlandesi provengono o da libretto o da rotoli di 50 o 100.
- 1991 - Artigianato artistico - 32 p. "Collana di Broighter" - Stampato in Libretto, con dentellatura 11½ (Ristampato in Libretto con dentellatura 10×9). Francobollo ordinario autoadesivo del 1991.

Francobollo ordinario autoadesivo del 1991.

- 1994 - Flora e fauna - 17ª Serie - Farfalle - Serie di 4 valori da 32p., in libretto.
- 1995 - Europa - Pace e Libertà - Serie di 2 valori, stampati normali in minifogli e autoadesivi in libretti.
- 1995 - Fauna e flora - XVIII Serie - Serie di 4 valori uniti in foglietto.
- 1996 - Europa - Donne celebri - Serie di 2 valori, stampati normali in minifogli e autoadesivi in libretti.
- 1997 - Uccelli endemici - 32p. "Falco peregrinus" e 32p. "Erithacus r." - In libretti, dentellati 9×10. Riemessi in libretti, dentellati 11½ (libretto raro).
- 1997 - Europa - Storie e leggende - Serie di 2 valori, stampati normali in minifogli e autoadesivi in libretti.
- 1997 - Natale - Francobollo autoadesivo emesso in libretto di 20, venduto a £ 5.32 con lo sconto di 28p. - 28p. "Albero di Natale".
- 1998 - Uccelli endemici - 30p. "Regulus regulus" e 30p. "Turdus merula" - In libretti, dentellati 9×10. Riemessi in libretti, dentellati 11½.
- 1998 - Europa - Festival e feste nazionali - Serie di 2 valori, stampati normali in minifogli e autoadesivi in libretti.
- 1998 - Arrivo della regata "Cutty Sark Tall Ships Race 1998" nel porto di Dublino - Serie di 4 valori da 30p. ciascuno, in striscia da libretto.
- 1998 - Natale - Francobollo autoadesivo emesso in libretto di 20, venduto a £ 5,40 con lo sconto di 60p. - 30p. "Coro natalizio".
- 1999 - Europa - Riserve e parchi naturali - Serie di 2 valori, stampati normali in minifogli e autoadesivi in libretti.
- 1999 - "Team of the Millennium" - Celebrazione del Rugby irlandese - 15 esemplari diversi da 30p. in 4 Libretti.
- 1999 - Animali preistorici - Striscia di 4 valori da 30p. autoadesiva, stampata in libretto.
- 1999 - Natale - Francobollo autoadesivo emesso in libretto di 20, venduto a £ 5,40 con lo sconto di 60p. - 30p. "Angelo musicante".
- 2000 - Europa - Europa 2000 - Soggetto comune in tutti i paesi dell'unione - Stampato in minifogli da 32p., e più piccolo autoadesivo in libretti, con valore cambiato da 30p.
- 2000 - "Team of the Millennium" - Celebrazione dell'Hurling irlandese - 15 esemplari da 30p. diversi in 5 Libretti.
- 2000 - Aviazione militare - Serie di 4 valori in striscia, stampati in Libretto.
- 2000 - Natale - Francobollo autoadesivo emesso in libretto di 24, venduto a £ 6,60 con lo sconto di 60p. - 30p. "La Fuga in Egitto".
- 2001 - Francobolli augurali - Animali a sangue freddo - Emessi in libretto da £ 3,00, in due serie - Serie di 5 valori.
- 2001 - Automobilismo - Vetture da Rally e Formula 1 - Serie di 4 valori, emessa in libretto da £ 3.00, in due serie.
- 2001 - Europa - L'acqua, ricchezza naturale - Serie di 2 valori, stampati normali in minifogli e autoadesivi in libretti.
- 2001 - Uccelli endemici - In doppia valuta 30p. 0,38€ "Regulus regulus" e 30p. 0,38€ "Turdus merula" - In libretti, dentellati 11½.
- 2001 - Sport a vela - Serie di 4 valori da 30p. 0,38€ - In libretto.
- 2001 - Celebrazione del Gaelic Athletic Association - 1ª Serie - Due strisce di 4 valori diversi in ogni libretto.
- 2001 - Uccelli endemici - Senza l'indicazione del valore N (30p.) "Turdus merula", N (30p.) "Regulus regulus", E (32p.) "Erithacus rubecula" e W (45p.) "Turdus pihilumenus" - In libretti, dentellati 11½.
- 2001 - Natale - Francobollo autoadesivo emesso in libretto di 24, venduto a £ 6,60 con lo sconto di 60p. - 30p. 38c. "Maria e Gesù".
- 2002 - Uccelli endemici - In doppia valuta 0,38€ "Regulus regulus" e 0,38€ "Turdus merula" - In libretti, dentellati 11½.
- 2002 - Uccelli endemici - 41c. "Regulus regulus", 41c. "Fringilla Coelebs", 44c. "Erithacus rubecula" e 57c. "Turdus pihilumenus" - In libretti, dentellati 11½.
- 2002 - Campionato mondiale di Calcio in Giappone e Corea del Sud - Serie di 4 valori, emessa in libretto da £ 4.10, contenente due serie.
- 2002 - Europa - Il Circo - Serie di 2 valori, stampati normali in minifogli e autoadesivi in libretti.
- 2002 - Natale - Francobollo autoadesivo emesso in libretto di 24, venduto a € 9,43 con lo sconto - 41c. "Natività".
- 2003 - Uccelli endemici - 50c. "Fratercula arctica" - In libretti, dentellato 11½.
- 2003 - Francobolli augurali - Coppie di cuccioli - Emessi in libretto da € 4,10, in due serie - Serie di 5 valori.
- 2003 - Centenario della festività del giorno di San Patrizio - Serie di 3 valori emessi in fogli, e adesivi in tre libretti di 10 ciascuno.
- 2003 - Automobili da corsa - Serie di 4 valori emessi in striscia in fogli, e in rotoli autoadesivi.
- 2003 - Uccelli endemici - Senza l'indicazione del valore N (48c.) "Motacilla alba" e N (48c.) "Falco peregrinus" - Emessi in rotoli e in libretti, dentellati 11½.
- 2003 - Grandi navigatori irlandesi - Serie di 4 valori in fogli e autoadesivi da rotoli.
- 2003 - Uccelli endemici - 48c. "Motacilla alba" e 48c. "Falco peregrinus" - Emessi in rotoli e in libretti, dentellati 11×11½.
- 2003 - Natale - Francobollo autoadesivo emesso in libretto di 24, venduto a € 9,43 con lo sconto - 41c. "Natività".
- 2004 - Uccelli endemici - 60c. "Fratercula arctica" e 65c. "Turdus philamelus" - Emessi in libretti, dentellati 11×x11½.
- 2004 - Francobolli augurali - Serie di 4 valori - Emessi in libretti da due serie.
- 2004 - Fiori selvatici - Serie Ordinaria - 48c. "Primula vulgaris" e 48c. "Bellis perennis" - Emessi in libretti e rotoli.
- 2004 - Natale - Francobollo autoadesivo emesso in libretto di 24, venduto a € 11,04 con lo sconto - 48c. "La sacra famiglia".
- 2005 - Francobolli augurali - Uccelli - Serie di 4 valori, emessi in libretto.
- 2005 - Natale - Francobollo autoadesivo emesso in libretto di 24, venduto a € 12.00 con lo sconto - 48c. "Natività".
- 2005 - Fiori selvatici - Serie Ordinaria - 75c. "Umbillicus rupestris" - Emessi in libretti.
- 2006 - 36ª Coppa Rydar di Golf - Serie emessa in striscia in libretto Prestige e autoadesiva in rotoli.
- 2006 - 36ª Coppa Ryder di Golf - Foglietto di due francobolli con ologramma da 75c. - Emesso anche in libretto Prestige, con la serie precedente.
- 2006 - Natale - Francobollo autoadesivo emesso in libretto di 24, venduto a € 12.00 con lo sconto - 48c. "Sacra famiglia".
- 2006 - Francobolli per saluti - Serie di tre senza indicazione del valore N (48c.) - Emessi in due libretti.
- 2007 - Fiori selvatici - Serie Ordinaria - Serie di due esemplari, senza indicazione del valore, N (55 c.) "Pinguicula grandiflora" e N (55c.) "Sisyrinchium b." - Emessi in libretti.
- 2007 - Fiori selvatici - Serie Ordinaria - Serie di due esemplari, senza indicazione del valore, 55 c. "Pinguicula grandiflora" e 75c. "Schoenus nigricans" - Emessi in libretti di 10 esemplari.
- 2007 - Musicisti della Radio-TV nazionale irlandese - Serie di 5 valori emessi in fogli e autoadesivi in rotoli.
- 2008 - Francobollo autoadesivo per i matrimoni - 55c. da rotoli
- 2009 - Francobollo autoadesivo per i matrimoni - 55c. da rotoli

### Islanda
Perfino al confine con l'Artico sono in uso francobolli autoadesivi, anche se la tecnica è stata adottata solo di recente.
- 2006 - Europa - "L'integrazione vista dai giovani" - Serie di due valori (75K. e 95K.) emessa in minifogli e in due libretti autoadesivi di 10 esemplari ciascuno. Serie di francobolli autoadesivi del 2006 dell'Islanda.

Serie di francobolli autoadesivi del 2006 dell'Islanda.

- 2006 - Natale - Angeli luminosi - Serie di due valori da 55K., uno emesso anche in minifogli di 10 e in serie, a coppie, in un libretto autoadesivo di 5 coppie.
- 2007 - Europa - "Centenario dello Scautismo" - 80K. Giglio e 100K. Trifoglio - Emessi in minifogli e autoadesivi in libretti di 10 esemplari ciascuno.
- 2007 - Centenario dell'Autorità per la protezione del suolo - Senza indicazione del valore "Bref 20gr." (60K.) emesso in minifogli e autoadesivo in libretto.
- 2008 - Natale - Allegoria - Valore da 70K. - Stampato in libretto di 10 esemplari.

### Lussemburgo
La tecnologia autoadesiva ha varcato le porte del Granducato del Lussemburgo, con pratici libretti a partire dal 2000.
- 2000 - "Carnet 2000" - Per celebrare l'anno 2000 - Serie id 4 francobolli autoadesivi di validità permanente, senza indicazione del valore (Lettera A) - Emessi in libretto.
- 2002 - Museo nazionale di storia naturale - Senza indicazione del valore (Lettera A) - Serie di 4 francobolli autoadesivi, emessi in libretto.
- 2005 - Presidenza lussemburghese del Consiglio dell'Unione Europea - Senza indicazione del valore (Lettera A) - Serie di 4 francobolli autoadesivi, emessi in libretto.
- 2005 - Francobolli per acquirenti all'ingrosso - Serie Ordinaria - Autoadesivi - Serie di 8 valori, 4 da 25c. e 4 da 50c., in rotoli di 25, alternati nel colore, ma dello stesso valore in ogni rotolo.
- 2007 - Il Lussemburgo e la Grande Regione, capitale europea della Cultura del 2007 - Senza indicazione del valore (Lettera A) - Serie di 4 francobolli autoadesivi, emessi in libretto di 2 serie.
- 2007 - Serie Ordinaria "Postes" - Serie di 8 valori, 4 da 25c. e 4 da 50c. - Emessi in rotoli.

Libretto del Lussemburgo di francobolli autoadesivi del 2007.

### Spagna
La Spagna è un grandissimo produttore di francobolli autoadesivi, sin dal 1992. Fino al 2007 sono state emesse 132 serie sotto forma di francobollo automatico, con tirature generalmente molto elevate (nell'ordine delle decine di milioni di esemplari). A partire dal 2002 a questa produzione si è affiancata l'emissione di francobolli autoadesivi ordinari in minifogli di venti esemplari o in carnet di otto francobolli senza indicazione del valore (Lettera A).

### Altri stati
Oltre agli stati citati hanno emesso molti francobolli autoadesivi: USA, Canada, Australia, Nuova Zelanda, Francia, Paesi Bassi ed altri. A livello mondiale sono stati realizzati anche alcuni francobolli su supporto differente dalla carta, e sono tutti di tipo autoadesivo (in Austria il francobollo in tessuto, in Svizzera i francobolli di Pizzo San Gallo e il francobollo su supporto di legno, perfino stampa su supporto olografico o tridimensionale.